# Альвенівські хвилі
Альвенівські хвилі або альфвенівські хвилі[джерело?] — тип поперечних хвиль у плазмі, яка перебуває в магнітному полі, коли відбуваються малі поперечні зміщення плазми відносно силових ліній поля. Альвенівські хвилі розповсюджуються вздовж силових ліній зі швидкістю
{\displaystyle c_{A}={\frac {B_{0}}{\sqrt {4\pi m_{i}n_{0}}}}},
де {\displaystyle B_{0}} — магнітна індукція прикладеного магнітного поля, {\displaystyle m_{i}} — маса іонів в плазмі, {\displaystyle n_{0}} — густина іонів у плазмі. Наведена формула справедлива у нерелятивістському випадку, тобто в таких магнітних полях, коли швидкість розповсюдження альвенівських хвиль набагато менша від швидкості світла.
Хвилі названі на честь Ганнеса Альвена, який передбачив їх існування 1942 року.
Особливий інтерес для астрофізики становить той факт, що власне поле хвилі h може набагато переважати початкове поле H. Отже, альвенівські хвилі спроможні підсилювати магнітне поле, а також переносити його на значні відстані. Вони відіграють важливу роль у процесах, що відбуваються у магнітосферах Землі та планет, міжпланетній плазмі, явищах на Сонці, в радіогалактиках тощо.